# 葛木御歳神社

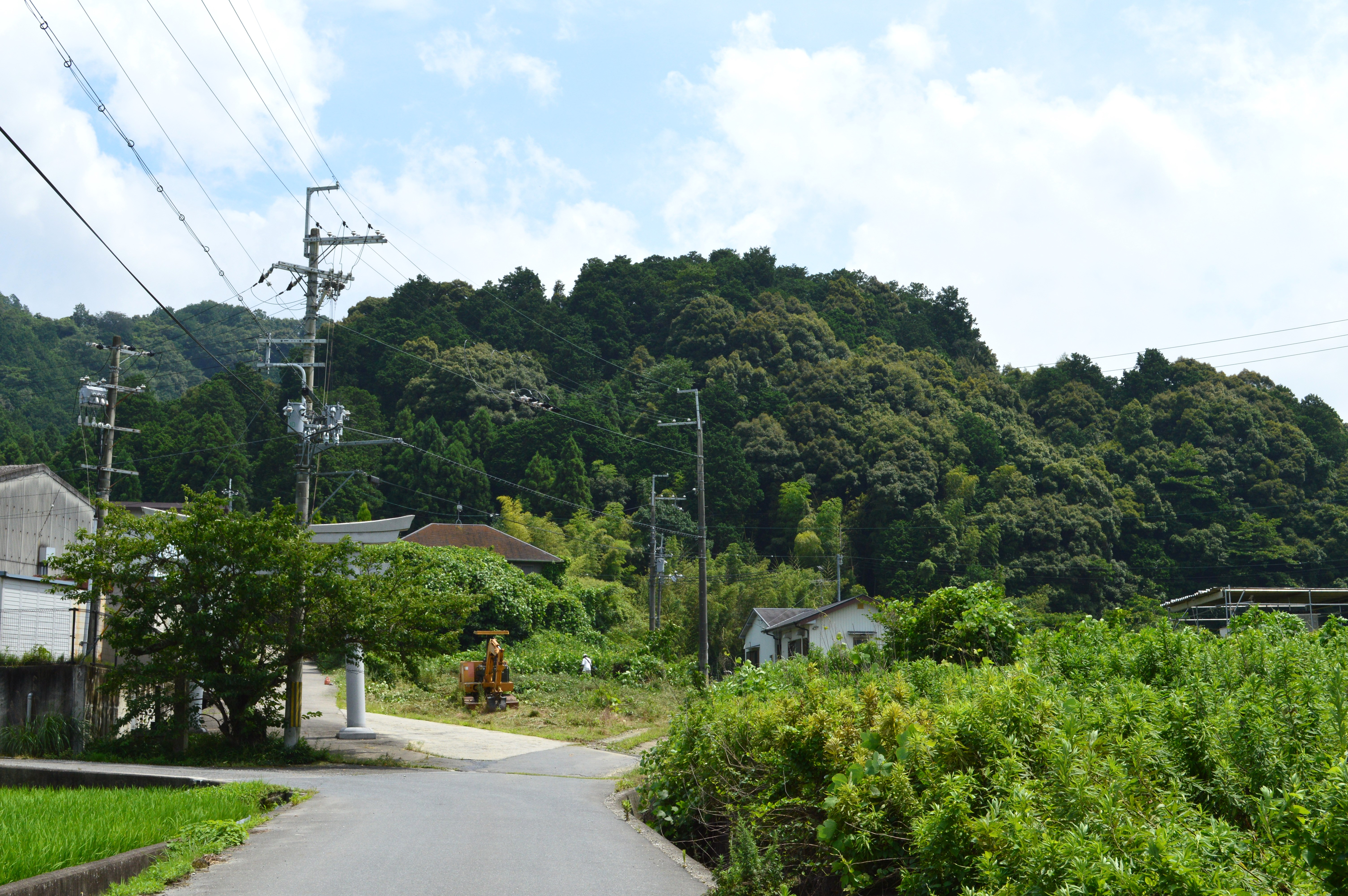
御歳山（神体山）と大鳥居（左下）

葛木御歳神社（かつらぎみとしじんじゃ/かつらぎみとせじんじゃ）は、奈良県御所市東持田にある神社。式内社（名神大社）で、旧社格は郷社。
全国にある御歳神社・大歳神社の総本社を称する。高鴨神社（上鴨社）・鴨都波神社（下鴨社）に対して「中鴨社」と称される。

## 祭神
祭神は次の3柱。
主祭神
- 御歳神（みとしのかみ、三歳神/御年神）

相殿神
- 大年神（おおとしのかみ） - 御歳神の父神。
- 高照姫命（たかてるひめのみこと）

『延喜式』神名帳での祭神は1座。同帳に「葛木御歳神社」と見えるように、御歳神（三歳神/御年神）を祀る神社とされる。『古事記』によると御歳神は須佐之男命の孫にあたり、大年神（スサノオの子）と香用比売（かよひめ）の間に生まれたという。「御歳」は「御稔（みとし）」の意で穀物を司る神とされ、朝廷の祈年祭では最も重要な神として祀られていた。御歳神に関して、『古語拾遺』では御歳神の祟りで苗が枯れたので白馬・白猪・白鶏を献じるようになったという説話が見えるほか、『延喜式』祈年祭条では御歳神にやはり白馬・白猪・白鶏各1つを加える旨が定められている。
一方他文献では、『先代旧事本紀』に「高照光姫大神命 坐倭国葛上郡御歳神社」の記載があるほか、『大神分身類社鈔』にも「長柄比売神社一座、大和国葛上郡、曰御歳神社、高照光姫命」と見え、高照光姫命を祭神とする説が存在する。この高照光姫命祭神説に関して、本居宣長の『古事記伝』では、神名帳において鴨都波八重事代主命神社の次に葛木御歳神社が掲載されていたために、事代主の妹神である高照光姫命をおしあてたに過ぎないと推測する。
平林章仁は、上述の『古語拾遺』の説話には殺牛祭祀や薬用植物の知識が見えることから、古代豪族の葛城氏の配下にあった渡来系集団が御歳神の祭祀形成に影響を与えたとする。この説において、同様の殺牛祭祀の伝承が記紀の天日槍や都怒我阿羅斯等の渡来説話にも見え、それらの説話で比売許曽神社（大阪府大阪市）の起源譚が語られることから、比売許曽神社祭神の下照比売神（したてるひめ）が春先の殺牛農耕祭祀で「御歳神」として祀られる太陽女神であったとする。加えて下照比売神は葛城地方の神社にも見えることから、葛木御歳神社の祭神も元々は下照比売神であったと指摘される。
しかし、上述の『古語拾遺』の御歳神の話は蝗（いなご）の害を除くために牛を捧げる祭祀の話であり、アメノヒボコ等の説話との共通点は牛というワードが一致する程度である。また、平林は「御歳神＝タカテルヒメ＝シタテルヒメ」と推論するが、『古語拾遺』で御歳神はその子から「父」とされており、男性神である。さらに、彼はタカテルヒメとシタテルヒメの神の名前が太陽神の神格を意味するという理由だけで二人を同一の神としているが、タカテルヒメ＝シタテルヒメという構図が成り立たなければ上述の彼の推論は成り立たなくなる点に注意を払う必要がある。
また、天日槍の妻である比売許曽命（息長大姫刀自命）は、三上氏の系図に天津彦根命の娘とされており、本来は下照比売神と全くの別神である。

## 歴史

### 概史
創建は不詳。神体山とする御歳山（みとしやま、三歳山）北麓に鎮座する。
『新抄格勅符抄』大同元年（806年）牒によると、当時の「御歳神」には神戸が13戸あり、うち天平神護元年（765年）に大和国から3戸、讃岐国から10戸が充てられたという。
国史では、仁寿2年（852年）に「御歳神」の神階が従二位、のち正二位に進められた旨のほか、天安3年（859年）には従一位に昇叙されたことが記されている。また貞観12年（870年）には、河内国に堤防を築くに際し洪水を避けるため、水源の大和国の三歳神ほか大和神・広瀬神・竜田神に祈願の奉幣があった。
神職に関しては、『新撰姓氏録』において大和国内に「三歳祝」の記載があり、同氏を大物主神五世孫の意富太多根子命（大田田根子）の後裔と記載する。ただし『日本三代実録』貞観8年（866年）条には、三歳神には古くから神主が無かったため新たにこれを置いたが、祟りがあったため停止したとある。この両書の記述の解釈は明らかでない。
延長5年（927年）成立の『延喜式』神名帳では大和国葛上郡に「葛木御歳神社 名神大 月次新嘗」として、名神大社に列するとともに朝廷の月次祭・新嘗祭に際しては幣帛に預かった旨が記載されている。なお、同帳では大和国高市郡にも「御歳神社」の記載がある。
平治元年（1159年）9月2日の「大和国目代下知状案」では「大三歳社」と見える。その後の変遷は不詳。
明治維新後、明治6年（1873年）に近代社格制度において郷社に列した。

### 神階
- 仁寿2年（852年）4月24日、従二位 （『日本文徳天皇実録』）[原 3] - 表記は「御歳神」。
- 仁寿2年（852年）10月2日、正二位 （『日本文徳天皇実録』）[原 4] - 表記は「御歳神」。
- 天安3年（859年）1月27日、正二位から従一位 （『日本三代実録』）[原 5] - 表記は「葛木御歳神」。

## 境内

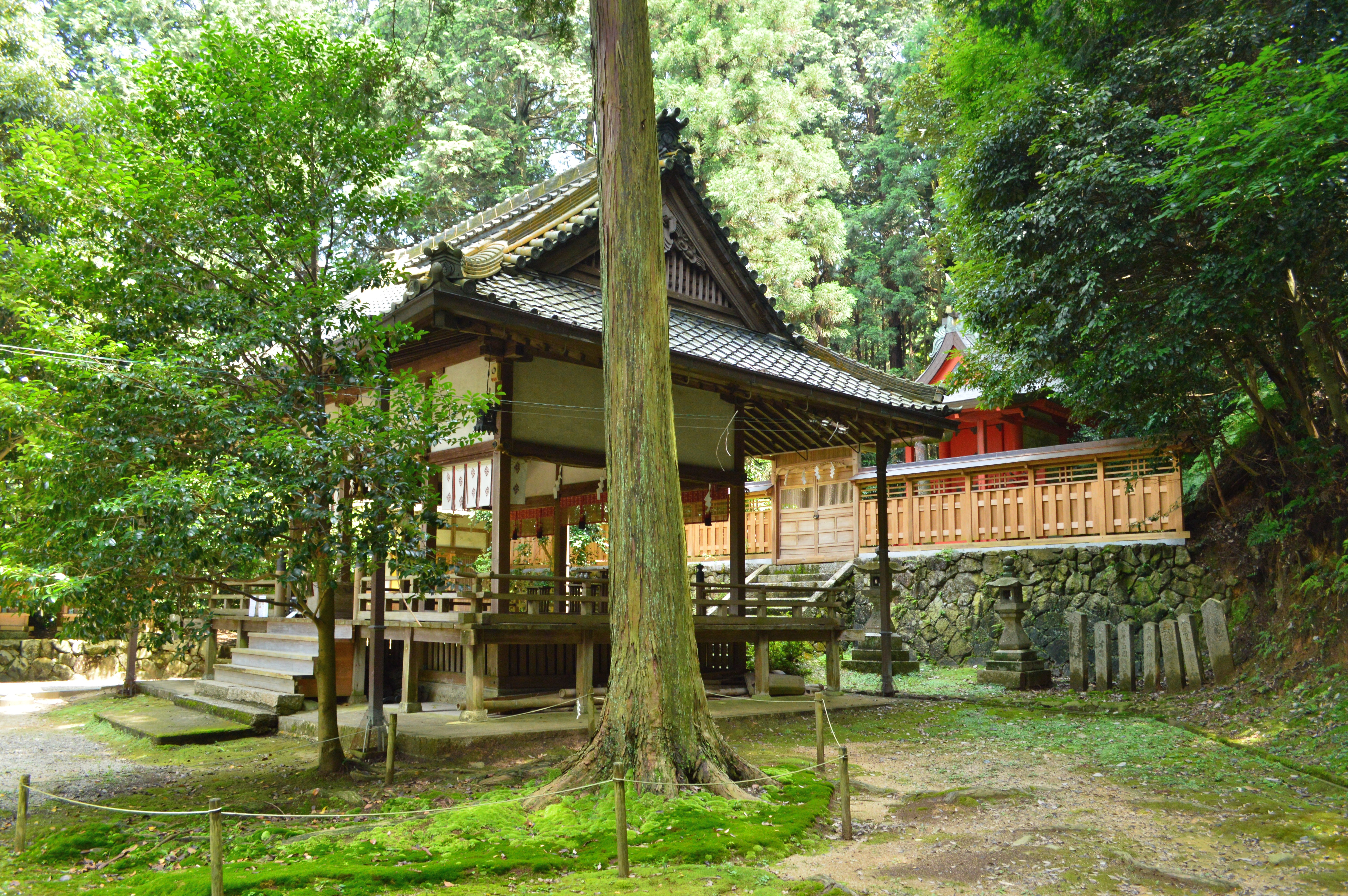
本殿（右）と拝殿（左）

本殿は一間社春日造で、江戸期春日大社本殿第一殿を移築した。現在の屋根は銅板葺である。本殿前には拝殿が建てられている。

## 摂末社
いずれも境内社として、次の神社が鎮座する。
- 天照皇大神神社
- 高皇産霊命神社
- 神皇産霊命神社
- 味鋤高彦根命神社
- 事代主命神社
- 一言主命神社
- 天稚彦命神社
- 稚日女命神社
- 祖霊社

## 祭事
葛木御歳神社で年間に行われる祭事の一覧。
- 歳旦祭 （1月1日）
- 奥山注連縄かけ登拝 （1月第2日曜）
- 祈年祭、湯立て神事 （2月第2日曜）
- 崇敬会大祭 （4月第2日曜）
- 御田祭り （5月3日）
- 夏越大祓式 （7月最終日曜）
- 秋祭り
  - 宵宮 （10月第2日曜）
  - 本祭り 奉納行事（10月体育の日）
- 新嘗祭、奧山登拝行事 （11月23日）

## アクセス

### 車
- 南阪奈道路 葛城インターチェンジから車で15分
- 京奈和自動車道 御所南インターチェンジから車で10分

### 電車
- 近鉄南大阪線御所駅
  - 徒歩約40分
  - タクシー10分
  - バス：御所駅から小殿バス停下車徒歩10分